# اوسترزسو
اوسترزسو (به لاتین: Ostrzeszów) یک شهر و گمینا در لهستان است که در گمینا اوستژشوو واقع شده‌است. اوسترزسو ۱۲٫۱۸ کیلومتر مربع مساحت و ۱۴٬۵۳۶ نفر جمعیت دارد.

## خواهرخوانده
شهر دروهوبیچ خواهرخواندهٔ اوسترزسو هست.